# إسكوباريس
إسكوباريس (بالإنجليزية: Escobares)‏ هي مدينة أمريكية تقع في ولاية تكساس.تبلغ مساحة هذه المدينة 2.6 (كم²)،ويبلغ عدد سكانها 1954 نسمة حسب إحصاء سنة 2010 م. تشير إحصاءات سنة 2000م بأن الكثافة السكانية في هذه المدينة تقدر بـ(789.5) نسمة/كم2.

## التركيبة السكانية
حدّد مكتب تعداد الولايات المتحدة بيانات التركيبة السكانية لإسكوباريس في تعداد الولايات المتحدة. في ما يلي، التركيبة السكانية حسب تعدادي 2000 و2010.

### تعداد عام 2000
بلغ عدد سكان إسكوباريس 1,954 نسمة بحسب تعداد عام 2000، وبلغ عدد الأسر 516 أسرة وعدد العائلات 465 عائلة مقيمة في المدينة. في حين سجلت الكثافة السكانية 277.2 نسمة لكل كيلومتر مربع (717.9/ميل2). وبلغ عدد الوحدات السكنية 598 وحدة بمتوسط كثافة قدره 84.8 لكل كيلومتر مربع (219.6/ميل2).
وتوزع التركيب العرقي للمدينة بنسبة 88.33% من البيض و0.15% من الأمريكيين الأفارقة و0.26% من الأمريكيين الأصليين و0.05% من سكان جزر المحيط الهادئ و9.67% من الأعراق الأخرى و1.54% من عرقين مختلطين أو أكثر و98.72% من الهسبانيون أو اللاتينيون من أي عرق.
بلغ عدد الأسر 516 أسرة كانت نسبة 68.2% منها لديها أطفال تحت سن الثامنة عشر تعيش معهم، وبلغت نسبة الأزواج القاطنين مع بعضهم البعض 66.1% من أصل المجموع الكلي للأسر، ونسبة 20.7% من الأسر كان لديها معيلات من الإناث دون وجود شريك، بينما كانت نسبة 3.3% من الأسر لديها معيلون من الذكور دون وجود شريكة وكانت نسبة 9.9% من غير العائلات. تألفت نسبة 9.1% من أصل جميع الأسر من عدة أفراد يعيشون في نفس المنزل ونسبة 6.2% كانت تتألف من شخص يعيش بمفرده يبلغ من العمر 65 عاماً أو أكثر. وبلغ متوسط حجم الأسرة المعيشية 3.79، أما متوسط حجم العائلات فبلغ 4.05.
بلغ العمر الوسطي للسكان 23.9 عاماً. وكانت نسبة 39.3% من القاطنين تحت سن الثامنة عشر، وكانت نسبة 12.3% بين الثامنة عشر والرابعة والعشرين عاماً، ونسبة 24.9% كانت واقعةً في الفئة العمرية ما بين الخامسة والعشرين والرابعة والأربعين عاماً، ونسبة 17.3% كانت ما بين الخامسة والأربعين والرابعة والستين، ونسبة 6.1% كانت ضمن فئة الخامسة والستين عاماً فما فوق. يوجد لكل 100 أنثى 96.4 ذكر، ويوجد لكل 100 أنثى في الثامنة عشر من عمرها فما فوق 82.7 ذكر.
بلغ متوسط دخل الأسرة في المدينة 15,884 دولارًا، أما متوسط دخل العائلة فبلغ 16,677 دولارًا. وكان متوسط دخل الذكور 16,167 دولارًا مقابل 11,298 دولارًا للإناث. وسجل دخل الفرد الخاص بالمدينة 5,726 دولارًا. وكانت نسبة 51.2% من العائلات ونسبة 50.8% من السكان تحت خط الفقر، وكان من هؤلاء نسبة 50.8% تحت سن الثامنة عشر ونسبة 60.9% في الخامسة والستين من العمر وما فوق.

### تعداد عام 2010
بلغ عدد سكان إسكوباريس 1,188 نسمة بحسب تعداد عام 2010، وبلغ عدد الأسر 343 أسرة وعدد العائلات 289 عائلة مقيمة في المدينة. في حين سجلت الكثافة السكانية 168.5 نسمة لكل كيلومتر مربع (436.4/ميل2). وبلغ عدد الوحدات السكنية 391 وحدة بمتوسط كثافة قدره 55.5 لكل كيلومتر مربع (143.7/ميل2).
وتوزع التركيب العرقي للمدينة بنسبة 98.32% من البيض و1.60% من الأعراق الأخرى و0.08% من عرقين مختلطين أو أكثر و92.76% من الهسبانيون أو اللاتينيون من أي عرق.
بلغ عدد الأسر 343 أسرة كانت نسبة 54.5% منها لديها أطفال تحت سن الثامنة عشر تعيش معهم، وبلغت نسبة الأزواج القاطنين مع بعضهم البعض 49.9% من أصل المجموع الكلي للأسر، ونسبة 28.3% من الأسر كان لديها معيلات من الإناث دون وجود شريك، بينما كانت نسبة 6.1% من الأسر لديها معيلون من الذكور دون وجود شريكة وكانت نسبة 15.7% من غير العائلات. تألفت نسبة 15.2% من أصل جميع الأسر من عدة أفراد يعيشون في نفس المنزل ونسبة 7.3% كانت تتألف من شخص يعيش بمفرده يبلغ من العمر 65 عاماً أو أكثر. وبلغ متوسط حجم الأسرة المعيشية 3.46، أما متوسط حجم العائلات فبلغ 3.85.
بلغ العمر الوسطي للسكان 26.9 عاماً. وكانت نسبة 35.5% من القاطنين تحت سن الثامنة عشر، وكانت نسبة 11.9% بين الثامنة عشر والرابعة والعشرين عاماً، ونسبة 23.4% كانت واقعةً في الفئة العمرية ما بين الخامسة والعشرين والرابعة والأربعين عاماً، ونسبة 17.8% كانت ما بين الخامسة والأربعين والرابعة والستين، ونسبة 11.4% كانت ضمن فئة الخامسة والستين عاماً فما فوق. وتوزع التركيب الجنسي للسكان بنسبة 45.1% ذكور و54.9% إناث.